# Czop czarny

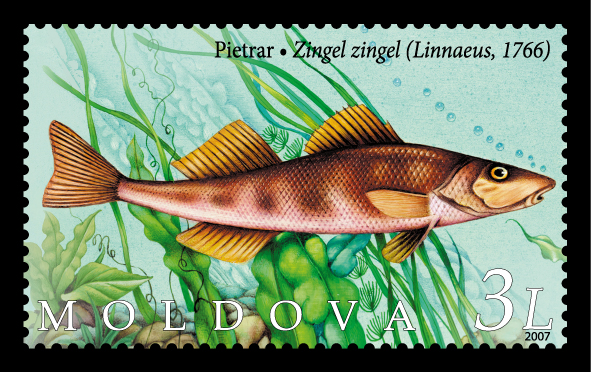
Czop czarny na znaczkach pocztowych Mołdawii

Czop czarny, czop wielopromienny (Zingel zingel) – gatunek ryby z rodziny okoniowatych.

## Występowanie
Dorzecza Dunaju, Dniestru i Prutu. 
Żyje w rzekach, chowając się pod kamieniami w głównym korycie.

## Opis
Dorasta do 50 cm długości i 1 kg wagi. Ciało długie, wysmukłe, lekko bocznie spłaszczone, trzon ogona stosunkowo krótki. Głowa spłaszczona, częściowo pokryta łuskami, otwór gębowy dolny.
Ubarwienie żółtawobrązowe, z ciemnymi plamami, na bokach 4 poprzeczne, często niewyraźne, ciemne smugi.

## Odżywianie
Żywi się bezkręgowcami dennymi oraz okresowo ikrą innych ryb. Aktywny nocą.

## Rozród
Trze się w kwietniu–maju, na płyciznach lub w miejscach o słabym nurcie. Ikra jest zazwyczaj przyklejana do kamieni.